# Huguenot (New York City)

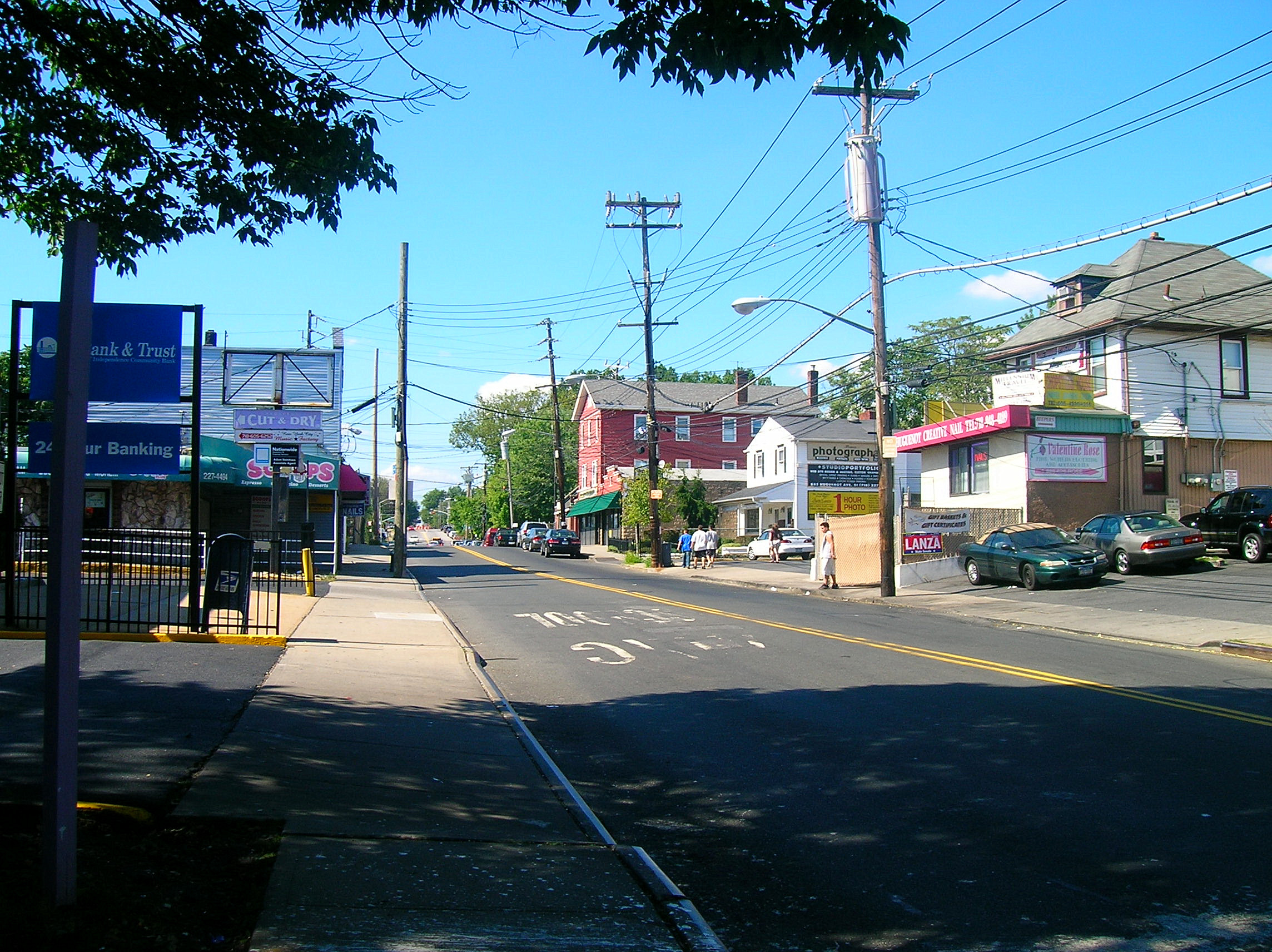
Blick nach Norden entlang der Huguenot Road

Huguenot ist ein Stadtviertel im Süden des Stadtbezirks (Borough) Staten Island, New York City.

## Lage
Huguenot grenzt im Norden an Arden Heights, im Westen an Woodrow, im Süden an Prince’s Bay und im Osten an Annadale. Huguenot ist geprägt von einer Mischung aus Einfamilienhäusern und Reihenhäusern, bietet zahlreiche Parks und Grünflächen und ist durch die Huguenot Avenue sowie die S-Bahn-Station Huguenot an das Verkehrsnetz angebunden.

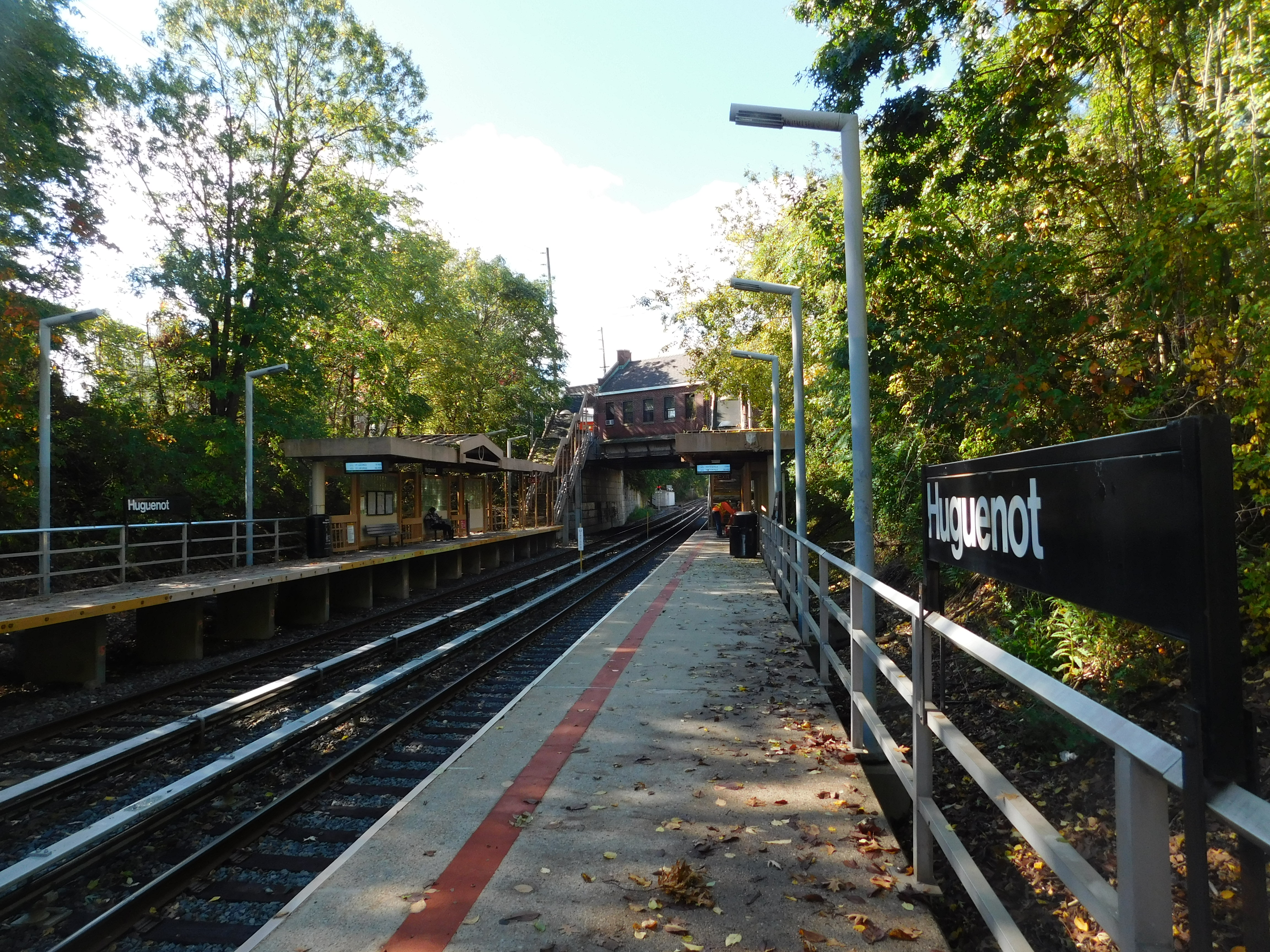
Bahnhof Huguenot der Staten Island Railway im September 2020

## Demografie
Huguenot zählte 2020  63.345 Einwohner mit einem mittleren Alter von 40 Jahren. Die Bevölkerung war fast gleichmäßig auf Männer (48,87 %) und Frauen (51,13 %) verteilt. Der Großteil der Bewohner waren in den USA geborene US-amerikanische Staatsbürger (79,21 %) bzw. eingebürgerte US-Amerikaner (16,67 %), während 4,12 % Ausländer waren.

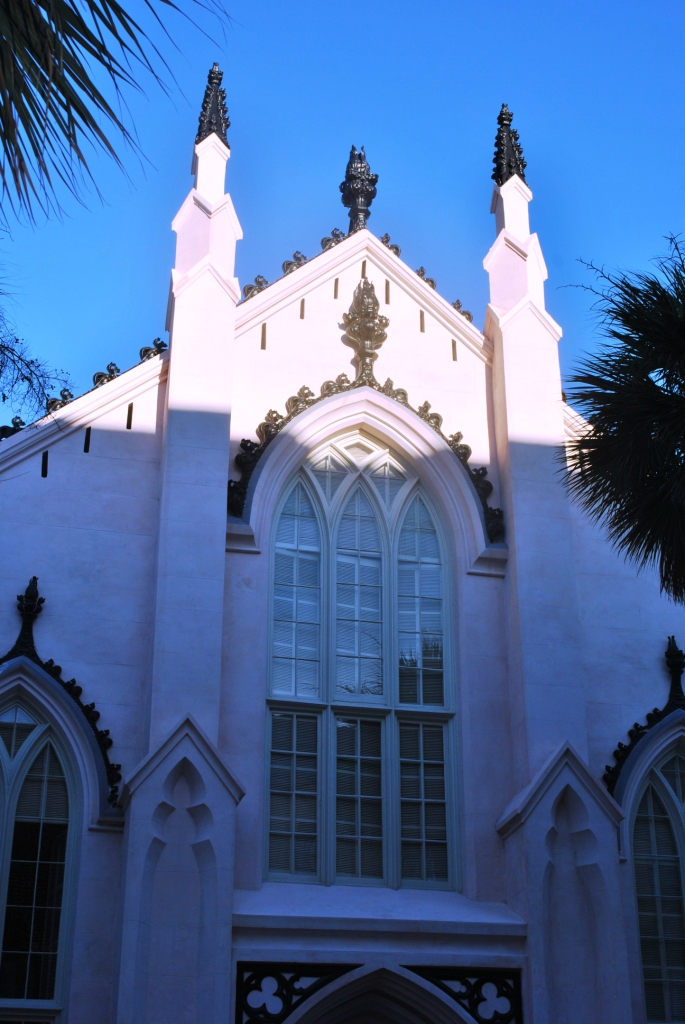
Huguenot Kirche

## Geschichte
Der Name Huguenot geht auf die französischen Hugenotten zurück, die im 17. Jahrhundert vor religiöser Verfolgung aus Europa flohen und sich auf Staten Island niederließen. Einer der ersten bekannten Siedler war Pierre Billiou, der 1661 mit seiner Familie nach New Amsterdam kam und später Land auf Staten Island erwarb. Die Hugenotten spielten eine bedeutende Rolle in der frühen Entwicklung der Insel, insbesondere durch Landwirtschaft und Handwerk. Im Jahr 1849 wurde die Church of the Huguenots gegründet, die ein wichtiges kulturelles Zentrum für die Nachfahren der ersten Siedler war.
Im 17. Jahrhundert war die Bevölkerung Staten Islands fast gleichmäßig zwischen französischsprachigen Hugenotten, Engländern und Niederländern aufgeteilt. Bis 1698 lebten etwa 727 Menschen auf der Insel, darunter auch Sklaven. Die Hugenotten erhielten großzügige Landzuteilungen, die bis heute im Namen von Straßen wie der Guyon Avenue weiterleben.

## Stadtbild und Architektur
Huguenot ist geprägt von einer Vielzahl an Baustilen, darunter Kolonial-, viktorianische und moderne Häuser. Viele Grundstücke sind großzügig geschnitten und verfügen über gepflegte Gärten. Die grüne Umgebung und  Parks wie Bloomingdale Park bieten  vielfältige Freizeitmöglichkeiten.

## Berühmte Persönlichkeiten
Zu den frühen und prägenden Persönlichkeiten zählt Pierre Billiou, einer der ersten Hugenotten-Siedler auf Staten Island. Auch Jacques Guyon, der große Landflächen besaß, ist eine bekannte Figur der lokalen Geschichte. Die Familien Prall und Du Bois waren ebenfalls einflussreich und sind mit der Gründung der Huguenot Church und der Entwicklung des Stadtteils eng verbunden.